# Juan B. Castelló
Juan B. Castelló Rivas (Tampico, Tamaulipas; 1843-Distrito Federal, México; 1919) fue un político mexicano, Gobernador de Tamaulipas de 1908 a 1911.

## Biografía
Juan Bautista Castelló Rivas nació en Tampico, Tamaulipas.  Su padre fue José Castelló Sala y su madre María del Carmen Rivas.
Era tío de Carmen Romero Rubio, primera dama de México, esposa del presidente de México,  Porfirio Díaz, hija de su hermana María Agustina Castelló Rivas y el político Manuel Romero Rubio
En 1908 asumió el cargo de Gobernador de Tamaulipas, fue el último gobernador del período de la historia mexicana que se le conoce como Porfiriato, hasta su renuncia en 1911.
Falleció en  México, Distrito Federal en 1919